# Crematogaster fuentei
Crematogaster fuentei är en myrart som beskrevs av Menozzi 1922. Crematogaster fuentei ingår i släktet Crematogaster och familjen myror. Inga underarter finns listade i Catalogue of Life.